# Linda (mitología estonia)

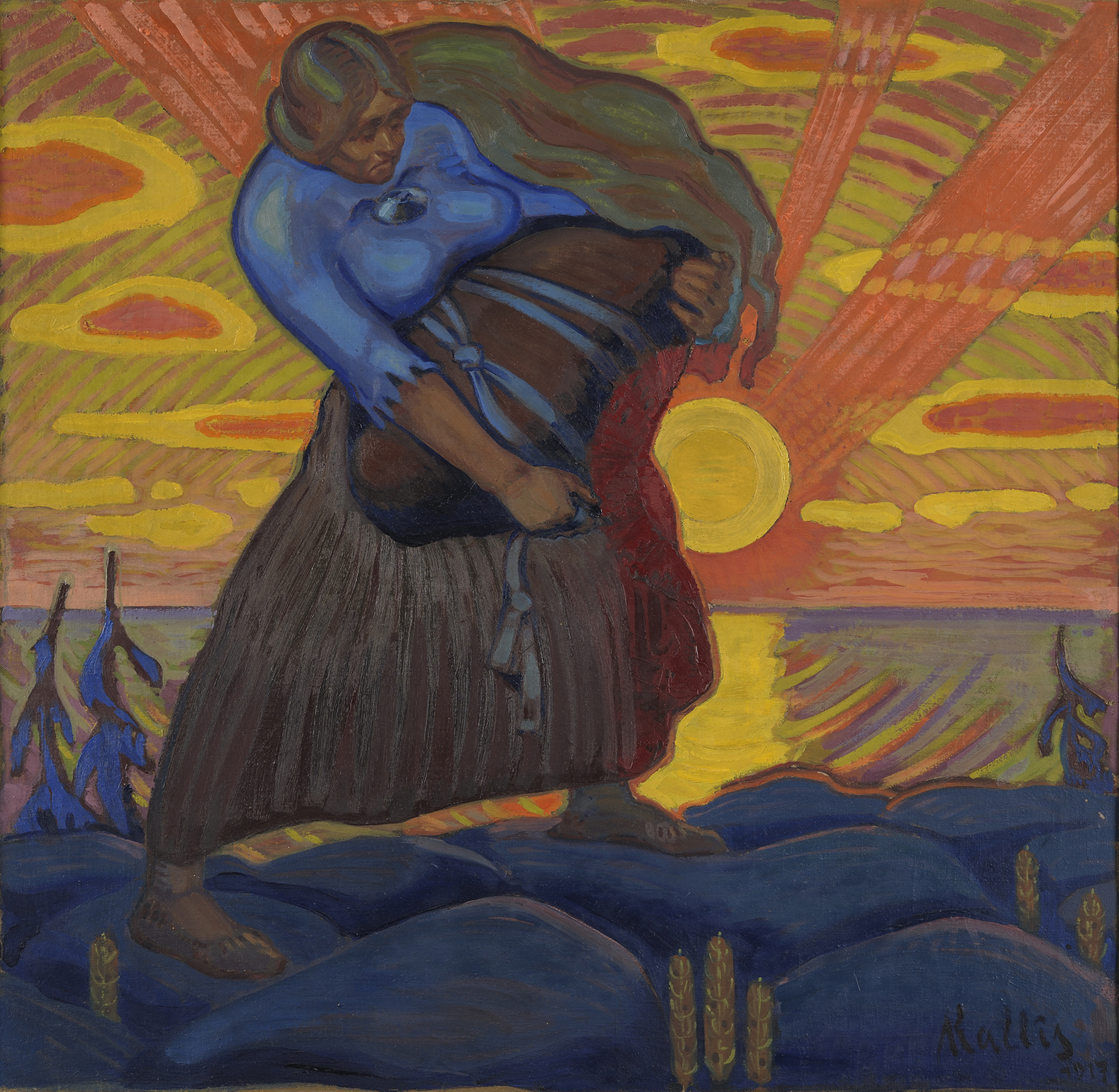

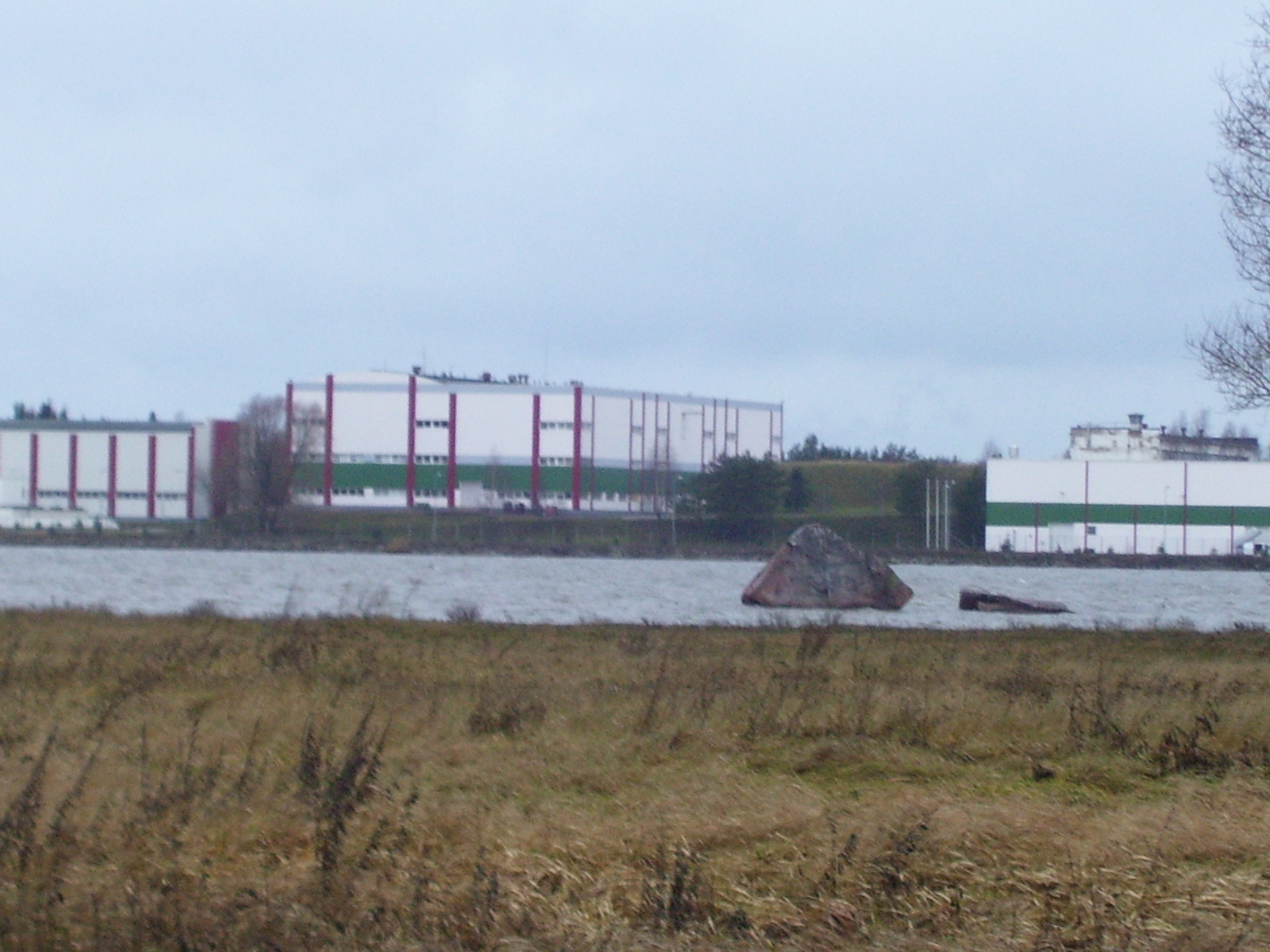
Roca de Linda, en el lago Ülemiste.

En la mitología estonia y la épica de Friedrich Reinhold Kreutzwald, "Kalevipoeg", Linda era la madre de Kalevipoeg y la esposa de Kalev.

## Repercusión
Este personaje mitológico ha dado nombre a varias localizaciones geográficas de Estonia, entre las que se incluyen el Lindakivi (la roca de Linda) en el lago Ülemiste. De acuerdo con la épica Kalevipoeg, su hijo, que da título a la obra, bautizó en su honor el asentamiento fortificado que se encontraba en la actual localización de la moderna Tallin con el nombre de Lindanise, que se traduce aproximadamente por "el pezón de Linda".
En realidad, esta denominación aparece por primera vez en el siglo XIII en la crónica de Enrique de Livonia y probablemente hace referencia a la semejanza entre el contorno geográfico del accidente y aquella estructura anatómica.
Una de las obras más famosas del escultor estonio August Weizenberg (1837-1921) es la Figura de Linda. Además, hoy en día hay en Estonia numerosos productos de repostería y chocolate que deben su nombre a Linda. En 1997 se fundó la compañía naviera Linda Line, que transporta pasajeros entre las ciudades de Tallin y Helsinki.